# Giuseppina (Film)
Giuseppina ist ein britischer Dokumentar-Kurzfilm aus dem Jahr 1960 von James Hill. Der Film gewann 1961 einen Oscar in der Kategorie Bester Dokumentar-Kurzfilm. Die Produktion wurde gefördert durch die Erdöl-Firma BP, die den Film auch vertrieb.

## Inhalt
Der Film spielt an einer italienischen Tankstelle, die von verschiedenen Personen passiert wird. Während des Tankens lassen sie sich von der Tochter des Tankstellenwärters, Giuseppina, unterhalten und spielen mit ihr.

## Veröffentlichung
In den 1960er und 1970er Jahren wurde Giuseppina 185 Mal im britischen Fernsehen als sogenannter Trade test colour film ausgestrahlt. Diese Filme wurden zu Beginn des britischen Farbfernsehens in den Randzeiten ausgestrahlt, damit Elektronikläden und TV-Ingenieure ihre Geräte kalibrieren konnten. Auszüge des Films wurden außerdem bei Vision On gezeigt, dem BBC-Programm für taube und schwerhörige Kinder. Darüber hinaus erhielt der Film eine DVD-Veröffentlichung als Extra auf der BFI-Flipside-DVD zu Lunch Hour.